# إيلينا فوكيتش
إيلينا فوكيتش (من مواليد 12 أكتوبر 1991) هي لاعبة كرة طائرة كرواتية. تلعب دور الضارب الخارجي لنادي OK Kamnik السلوفيني.   